# TAAR1
TAAR1 (англ. Trace amine associated receptor 1) – білок, який кодується однойменним геном, розташованим у людей на короткому плечі 6-ї хромосоми. Довжина поліпептидного ланцюга білка становить 339 амінокислот, а молекулярна маса — 39 092.
| 10         |  | 20         |  | 30         |  | 40         |  | 50         |
| ---------- |  | ---------- |  | ---------- |  | ---------- |  | ---------- |
| MMPFCHNIIN |  | ISCVKNNWSN |  | DVRASLYSLM |  | VLIILTTLVG |  | NLIVIVSISH |
| FKQLHTPTNW |  | LIHSMATVDF |  | LLGCLVMPYS |  | MVRSAEHCWY |  | FGEVFCKIHT |
| STDIMLSSAS |  | IFHLSFISID |  | RYYAVCDPLR |  | YKAKMNILVI |  | CVMIFISWSV |
| PAVFAFGMIF |  | LELNFKGAEE |  | IYYKHVHCRG |  | GCSVFFSKIS |  | GVLTFMTSFY |
| IPGSIMLCVY |  | YRIYLIAKEQ |  | ARLISDANQK |  | LQIGLEMKNG |  | ISQSKERKAV |
| KTLGIVMGVF |  | LICWCPFFIC |  | TVMDPFLHYI |  | IPPTLNDVLI |  | WFGYLNSTFN |
| PMVYAFFYPW |  | FRKALKMMLF |  | GKIFQKDSSR |  | CKLFLELSS  |  |            |

A: Аланін

C: Цистеїн

D: Аспарагінова кислота

E: Глутамінова кислота

F: Фенілаланін

G: Гліцин

H: Гістидин

I: Ізолейцин

K: Лізин

L: Лейцин

M: Метіонін

N: Аспарагін

P: Пролін

Q: Глутамін

R: Аргінін

S: Серин

T: Треонін

V: Валін

W: Триптофан

Кодований геном білок за функціями належить до рецепторів, g-білокспряжених рецепторів, білків внутрішньоклітинного сигналінгу. 
Локалізований у клітинній мембрані, мембрані.